# Pour le Mérite
Pour le Mérite (на френски: За заслуги) е орден, бивше военно отличие на Кралство Прусия до края на Първата световна война. Неофициално той е бил наричан „Синия Макс“ (на немски: Blauer Max).
Наградата е учредена през 1740 от крал Фридрих Велики, който му дава френско наименование, тъй като по това време френският език е официален в пруския двор. В началото Pour le Mérite се е връчвал и за граждански и за военни заслуги, но през 1810 Фридрих Вилхелм III постановява, че отличието може да бъде присъждано само на военни.
В 1842 година Фридрих Вилхелм IV учредява разновидност на ордена, „Pour le Mérite за наука и изкуство“ (на немски: Pour le Mérite für Wissenschaften und Künste) в три области: естествознание, хуманитарни дисциплини и изобразително изкуство.